# Anne Cornwall
Pour les articles homonymes, voir Cornwall.
Anne Cornwall (1897-1980) est une actrice américaine. Elle commença sa carrière en 1918  pendant l'ère du cinéma muet pour la terminer en 1959.

## Biographie
Elle fut l'une des WAMPAS Baby Stars de 1925.
Elle fut l'épouse de Charles Maigne.

## Filmographie partielle
- 1920 : Le Héros du silence (The Copperhead) de Charles Maigne
- 1922 : The Seventh Day de Henry King
- 1922 : La Cage dorée (Her Gilded Cage) de Sam Wood
- 1923 : Dulcy de Sidney Franklin
- 1924 : Le Ravageur (The Roughneck) de Jack Conway
- 1925 : Le Secret de l'abîme (The Rainbow Trail) de Lynn Reynolds
- 1925 : L'Amour cambrioleur (The Splendid Crime) de William C. de Mille
- 1925 : Introduce Me de George J. Crone
- 1927 :  Sportif par amour (College) de Buster Keaton
- 1929 : La flotte est dans le lac (Men O'War) de Lewis R. Foster
- 1930 : The Widow from Chicago d'Edward F. Cline
- 1937 : La Folle Confession (True Confession) de Wesley Ruggles
- 1938 : Vous ne l'emporterez pas avec vous (You Can't Take It With You) de Frank Capra
- 1939 : Monsieur Smith au Sénat (Mr. Smith Goes to Washington) de Frank Capra
- 1944 : La Passion du Docteur Hohner (The Climax) de George Waggner
- 1945 : L'Homme du Sud (The Southerner) de Jean Renoir
- 1946 : Les Dés sanglants (Below the Deadline) de William Beaudine
- 1947 : Ils ne voudront pas me croire (They Won't Believe Me) d'Irving Pichel
- 1949 : Les Ruelles du malheur (Knock on Any Door) de Nicholas Ray
- 1952 : Le Miracle de Fatima (The Miracle of Our Lady of Fatima) de John Brahm
- 1954 : Le Nettoyeur (Destry) de George Marshall
- 1955 : Tant que soufflera la tempête (Untamed) de Henry King
- 1956 : The Search for Bridey Murphy (en) de Noel Langley
- 1957 : L'Homme qui n'a jamais ri (The Buster Keaton Story) de Sidney Sheldon
- 1959 : Le Bagarreur solitaire (The Wild and the Innocent) de Jack Sher